# Dorymyrmex bruchi
Dorymyrmex bruchi är en myrart som beskrevs av Auguste-Henri Forel 1912. Dorymyrmex bruchi ingår i släktet Dorymyrmex och familjen myror.

## Underarter
Arten delas in i följande underarter:
- D. b. bruchi
- D. b. ebeninus